# パワーレンジャー・ビーストモーファーズ

パワーレンジャー・ビーストモーファーズ（Power Rangers Beast Morphers）は、アメリカ合衆国の特撮テレビドラマ。「パワーレンジャー」シリーズの第26・27シーズンに当たり、シリーズの第20作となる。2012年に日本で放映された『特命戦隊ゴーバスターズ』をベースとしている。放送局はニコロデオン。第1シーズンは2019年3月2日から同年12月14日まで放送。第2シーズンは2020年2月22日から放送が開始され、同年12月12日まで放送された。各シーズン全20話+特番2話。

## 概要
2018年2月に開催されたニューヨークトイフェア2018に合わせ、サバン・ブランドより2019年のパワーレンジャーシリーズのタイトルが「ビーストモーファーズ」であることと、その概要が発表された。また、同年6月までに行われた交渉の結果、ハズブロはサバン・ブランドからパワーレンジャーブランドを買収した。
本作品はサバン・ブランドが企画したものの、それを引き継いだハズブロが番組制作から玩具展開までを担当する初めてのシリーズとなり、番組制作は同社内の映像部門であるオールスパーク・ピクチャーズが手掛ける。
ベースとなるスーパー戦隊シリーズが遡った理由として、監督のサイモン・ベネットはショーランナーのチップ・リンが『ゴーバスターズ』をベースとした作品の企画を数年前から考えており、『パワーレンジャー・ニンジャスティール』の制作終了後、その企画が採用されることが決まったとされる。
撮影は前シーズンまでと同様にニュージーランド・オークランドのスタジオ・ウェストで行われ、オークランド観光・イベント・経済開発局とパワーレンジャープロダクションの提携により、ユニテック工科大学、オークランド工科大学、SAEインスティテュートの学生が研修生として制作に参加した。
原作の制作から年月が経っていることもあり、モンスターのスーツや小道具の多くは作り直されている。
撮影は2019年4月に終了した。
2019年6月、パワーレンジャーになることを夢見る8歳の少年がメイク・ア・ウィッシュを通じて本作品のオレンジレンジャーとして正式に任命され、ハズブロとパーティーシティから特別製のコスチュームを送られた。

## あらすじ
近未来、新物質であるモーフ・エックスを発見した秘密組織は、これと動物のDNAを融合させ、新たな戦闘部隊・パワーレンジャー・ビーストモーファーズを結成した。戦士たちはこの力を手に、意思を持った邪悪なコンピューターウィルスへと立ち向かう。

## 登場人物
括弧内は原典作品における該当人物。

### パワーレンジャー・ビーストモーファーズ
モーフXの保護のためにグリッド・バトルフォースにより作り出されたチーム。モーフXと動物のDNAを融合させて、肉体を強化された十代の若者たちが変身する。
初めて変身を行った際に、エヴォックスのウィルスの干渉を受け、弱点を兼ね備えてしまった。
初期メンバー3人は第2シーズンからビーストXモード（ゴーバスターズ パワードカスタム）に強化変身するようになる。
デヴォン・ダニエルズ / レッドビーストモーファーズレンジャー（レッドバスター）
ビーストモーファーズのリーダー。テレビゲームが好きな享楽主義。
グリッド・バトルフォースのバトルシミュレーターに興味を持ち、父のパスコードを無断でコピーして施設に入るが、その途中にエヴォックスの暗躍に気付き職員に警告するも聞き入れられず侵入者として拘束される。
しかし、エヴォックス襲撃時に警備が解かれた際に独断で脱出し、ラヴィを救出してアバターたちが大立ち回りを繰り広げる最中、ネイトの咄嗟の判断でパワーレンジャーの力を身に宿すことになる。
チーターのDNAとの融合により、超高速で移動することができるが、ネコ科であるチーターのDNAの影響を受け、猫が習性的に恐れる犬、または犬の画像などを目にすると体が硬直してしまうという弱点を持つ。
名乗りは「It's Show Time Power Rangers!!」。
ラヴィ・ショウ / ブルービーストモーファーズレンジャー（ブルーバスター）
ビーストモーファーズのサブリーダー。
ブルーレンジャーの候補者であり、エヴォックスの手で他の候補者が意識を奪われるなか、デヴォンの介入により3人の候補者のなかで唯一難を逃れ、パワーレンジャーの力を宿す。
ゴリラのDNAとの融合により、怪力を出すことができるが、その凄まじいパワーは筋肉を加熱させ、思考は野性的となり、理性を失ってしまうという弱点を持つ。
名乗りは「Power Rangers IQ's Ranger!」。
ゾーイ・リーヴス / イエロービーストモーファーズレンジャー（イエローバスター）
ビーストモーファーズの1人。
パワーレンジャー候補の選考から落選し、グリッド・バトルフォースの清掃担当として働いていた。
エヴォックス襲撃時に偶然出くわしたデヴォンと共にアバターに応戦し、ネイトの咄嗟の判断でパワーレンジャーの力を身に宿すことになる。
ジャックウサギ《北米西部産のノウサギ》のDNAとの融合により、跳躍力に優れているが、体力の消耗が激しいという弱点を持つ。ウサギの好物であるニンジンを食べて体力を回復することができる。
ネイト・シルバ / ゴールドビーストモーファーズレンジャー（ビートバスター）
グリッド・バトルフォースの主任科学者。
6歳の時よりグリッド・バトルフォースに加わり、10歳の時にモーフィングリッドに接続する方法を見つけた天才児。 モーフXやビーストモーファーズが使用する装備、ビーストボットなど様々なものを開発している。海外に住む両親とは離れて暮らしており、常日頃から兄弟を欲しがっていた。ビーストボットのスティールは彼にとっては兄弟のような存在である。
カマキリのDNAと融合してゴールドレンジャーとなり、ビーストモーファーズの一員となった。
なお、原典ではパートナーのバディロイドがいなければ変身出来なかったが、本作品では一人でも変身出来るようになっている。
スティール（ビート・J・スタッグ） / シルバービーストモーファーズレンジャー（スタッグバスター）
ビーストボットの一体。
コガネムシのDNAと人間であるネイトのDNAとの融合により、人間の性質を兼ね備えたロボットとなり、シルバーレンジャーに変身することが可能となった。同時にネイト（ゴールドレンジャー）のパートナーとなる。
スティールという名前は彼自身が名乗った名前、ミスターファンタスティック・スーパーハンサム・ストロングアズスティール(Mr. Fantastic Super Handsome Strong as Steel)を略した呼び名である。

### ビーストボット（バディロイド）
ネイトが作った、ビーストモーファーズの戦術支援ロボット。
回路に動物のDNAが組み込まれている。スティール以外はゾードに連結してゾードの操縦桿となり、第2シーズンからはビーストXモードのコアにもなる。
クルーズ（チダ・ニック）
デヴォン（レッドビーストモーファーズレンジャー）のパートナー。
原典同様バイクに変形できる。
スマッシュ（ゴリサキ・バナナ）
ラヴィ（ブルービーストモーファーズレンジャー）のパートナー。
ジャックス（ウサダ・レタス）
ゾーイ（イエロービーストモーファーズレンジャー）のパートナー。カワイイという評価を嫌っている。
スティール（ビート・J・スタッグ）
ネイト（ゴールドビーストモーファーズレンジャー）のパートナー。プロフィールは上記を参照。

### グリッド・バトルフォース
通称「GB」。モーフXの開発とクリーン活用、そしてその保護を目的とした組織。
モーフXを悪の脅威から守るため独自にパワーレンジャー・ビーストモーファーズを作り出した。
原典におけるエネルギー管理局特命部に相当する組織。
ショウ司令官
グリッド・バトルフォースのコマンダーである女性。ラヴィの母。
女性キャラクターだが、原典における黒木タケシに相当する立ち位置のキャラクター。
バーク長官
グリッド・バトルフォースの長官。ベティとベンの父。
ブレイズ
グリッド・バトルフォースの職員。空手の師範を担当している。真面目な好青年だが、激情家な気質も持つ。
実力を見込まれ、レッドレンジャーの候補者として指名されるが、実験途中にエヴォックスに意識を奪われて昏睡状態に陥る。
ロキシー
グリッド・バトルフォースの職員。イエローレンジャーの本来の候補者。
ラヴィとは恋人同士だったが、お互いがレンジャー候補に選ばれたため、グリッド・バトルフォースの規約に従い一時的に関係を絶っている。
実験途中にエヴォックスに意識を奪われて昏睡状態に陥る。
ベティ・バーク
グリッド・バトルフォースの受付担当の女性。本作品のコメディリリーフの役割を担う。
ベン・バーク
グリッド・バトルフォースの警備担当。ベティの弟で、身長は姉より高く肥満な体型。本作品のコメディリリーフの役割を担う。ベティとベンはハイム・サバンが『マイティ・モーフィン・パワーレンジャー』に登場したバルクとスカル的なキャラクターを求めたことから登場した。

### その他
アダム・ダニエルズ
コーラルハーバーの市長。デヴォンの父。
第1シーズン終盤でデヴォンがパワーレンジャーと知り、捕らわれた彼を救うべくサイバーディメンションに向かうが、脱出の際にエヴォックスの憑代にされてしまう。
ミュリエル・リーヴス
コーラルハーバーのTV局のリポーター。ゾーイの母。
ドクターK
パワーレンジャー・RPMに登場した科学者。
チャク（宇宙刑事ギャバン typeG）
銀河連邦警察から派遣されたサイボーグ。GBの基地にスパイしに来たと間違われ、デヴォンたちから攻撃を受けてしまうが後に和解し共闘する。

### 歴代のパワーレンジャー
シーズン2でいずれも恐竜をモチーフとしたレンジャーが登場。一部の戦闘シーンの映像は『獣電戦隊キョウリュウジャーVSゴーバスターズ 恐竜大決戦! さらば永遠の友よ』の映像を流用している（ただし、メガゾードのコックピットの映像はそれぞれのテレビシリーズの流用）。
ジェイソン・リー・スコット / MMPRレッドレンジャー（初代）
MMPRブラックレンジャー
MMPRブルーレンジャー
MMPRイエローレンジャー
MMPRピンクレンジャー
ダイノサンダーレッドレンジャー
ダイノサンダーブルーレンジャー
ダイノサンダーイエローレンジャー
タイラー・ナヴァロ / ダイノチャージレッドレンジャー
チェイス・ランドール / ダイノチャージブラックレンジャー
コーダ / ダイノチャージブルーレンジャー
ダイノチャージグリーンレンジャー
ダイノチャージピンクレンジャー
アイヴァン / ダイノチャージゴールドレンジャー

### 敵
エヴォックス（メサイア・セル、メサイア・リブート）
モーフィン・グリッドの掌握を企む謎のコンピューターウイルス。
サイバーディメンションに乗り込んだレンジャーたちに倒された。しかし、誰も見えないまま、ダニエルズ市長の左手は紫色に輝き始めたことからエヴォックスは生き残っていたことが発覚、ダニエルズ市長を乗っ取った。
原典におけるメサイアに相当するキャラだが、コブラのような立体映像で登場している。だが、途中で原典と同じ姿（メサイア・セル）になった。
第2シーズンにおいて、その正体が『パワーレンジャー・RPM』に登場した敵であるヴェンジックスが復活・変異した存在だと明かされた。
ブレイズ・アバター / サイバーヴィラン・ブレイズ（ダークバスター）
エヴォックスがブレイズの意識を奪い作り出したアバター。デヴォンによって専用のギガドローン（メガゾードε）ごと倒された。
原典におけるエンターに相当するキャラだが、ダークバスターがデフォルトの戦闘形態として扱われている。
ロキシー・アバター / サイバーヴィラン・ロキシー（エスケイプ・エボルブ）
エヴォックスがロキシーの意識を奪い作り出したアバター。ラヴィの手で葬られた。
戦闘形態は原典におけるエスケイプ・エボルブであるが、イエローレンジャーのコピー態という設定。そのため、体型は黄色に変更されている。
ロボブレイズ（エンター・ユナイト）
ブレイズ・アバターのデータを基に作り出したロボット。
ロボロキシー（エスケイプ・エボルブ）
ロキシー・アバターのデータを基に作り出したロボット。
スクローズル
自称サイバーディメンションの支配者。
サイバーディメンションに転送されたエヴォックスの圧倒的な力の前にひれ伏し、エヴォックスが元の世界に戻るための協力をする。
ヴァーゴイルと呼ばれるロボットより逃げ隠れて過ごしており、自身を守るためにトロニックを開発。アバターたちが持っていたモーファーに転送機能を付けるなど、高い技術力を持っている。
エヴォックス亡き後も行動していたが、エヴォックスが帰還した後、再び協力をする。
原典には存在していないオリジナルキャラクターである。
ヴァーゴイル（ダンガンロイド）
サイバーディメンションの原住民。フューリーセルをめぐってスクローグルと対立していたが、後にエヴォックスの傘下となる。
デヴォンとの一騎打ちに敗れて戦死したが、後にライジャックの蘇生装置で強化体（ダンガンロイド2）として復活する。
一介の怪人だった原典と異なり、幹部格として扱われている。
エヴォックス一味の戦力
トロニック（バグラー）
スクローズルが自身を守るために作った、ロボット兵士。
ロボトロン（メタロイド）
スクローズルが改造したモーフXキーに、エヴォックスのウィルスとモーフXを注入し、物体に挿し込むことで生み出されるロボットモンスター。
ギガドローン（メガゾード）
スクローズルが所有している巨大ロボット。
その他
ゴルダー・マキシム（ネオグリフォーザー）
『マイティ・モーフィン・パワーレンジャー』のゴルダー（グリフォーザー）がエヴォックスたちで強化蘇生した姿。
原典ではグリフォーザーとは別人だったが、本作品では同一人物である。
スレッジ
スナイド（ネオガイルトン）

## 装備・戦力
ビーストXモーファー（モーフィンブレス）
初期メンバー3人の変身ブレス。
形状は原典と同じだが、「モーフXキー」という専用の鍵を挿して変身する仕様になっている。
ビーストXブラスター（イチガンバスター）
初期メンバー3人の銃。
ビーストXセイバー（ソウガンブレード）
初期メンバー3人の刀。
ビーストXキャノン（イチガンバスタースペシャルバスターモード）
初期メンバー3人の合体銃。
トランスポッド（トランスポッド）
初期メンバー3人の転送機。
ストライカーモーファーブラスター（モーフィンブラスター）
追加メンバー2人の変身銃。
ビーストXモーファーと同じく、モーフXキーを挿して変身する。
ストライカーセイバー（ドライブレード）
追加メンバー2人の剣。
トランスポッド ビートル&スタッグバージョン（トランスポッド ビート&スタッグVer.）
追加メンバー2人の転送機。
ビーストXモードバイザー（GBカスタムバイザー）
第2シーズンから登場する初期メンバー3人の強化変身アイテム。こちらも専用のモーフXキーを使い、ビーストXモードへと強化変身する。
ビーストXモードライオンブラスター（ライオブラスター）
第2シーズンから登場する初期メンバー3人の強化大砲。
ビーストXモードライオンブラスターファイナルブラストモード（ライオブラスターファイナルバスターモード）
第2シーズンから登場する初期メンバー3人の強化合体大砲。
チータービーストブラスター
チーターを模したレッドレンジャー専用の武器である銃。
レーサーゾードに連動し、コクピット内で使用することで必殺技を発動する。
原典には登場しない武器。
チータービーストブレード
チーターを模したレッドレンジャー専用の武器である剣。
原典には登場しない武器。
チータービーストクロー
チーターを模したレッドレンジャー専用の武器である爪。
原典には登場しない武器。
ビーストXキングモーファー
ライオンを模したゴールドレンジャー専用の召喚アイテム。
原典には登場しない変身アイテム。
ビーストXキングメガボウ
ライオンを模したゴールドレンジャー専用の武器である弓。
原典には登場しない武器。
ビーストXスピンセイバー
ライオンを模した初期メンバー3人の専用の武器である剣。
原典には登場しない武器。
ゾード（バスターマシン）
コクピットは原典と同じだが、チータービーストブラスター使用時の新規映像が作られている。
ビーストレーサーゾード（CB-01チーター）
ビーストレーサーゾード・バトルモード（ゴーバスターエース）
ビーストウィーラーゾード（GT-02ゴリラ）
ビーストチョッパーゾード（RH-03ラビット）
ビーストXメガゾード（ゴーバスターオー）
ビーストレッカーゾード（BC-04ビートル）
ビーストレッカーゾード・バトルモード（ゴーバスタービート）
ビーストジェットゾード（SJ-05スタッグビートル）
ストライカーメガゾード（バスターヘラクレス）
ビーストXウルトラゾード（グレートゴーバスター）
ビーストサブマリンゾード（FS-00フロッグ）
ビーストXフロッグメガゾード（ゴーバスターケロオー）
ビーストXキングゾード（LT-06タテガミライオー）
ビーストXキングゾード・バトルモード（タテガミライオー）
ビーストXライオンキングゾード（ゴーバスターライオー）
ビーストXキングウルトラゾード（ゴーバスターキング）

## 用語
コーラルハーバー
舞台となる土地。
モーフィン・グリッド
莫大なエネルギーを産出する異空間。
パワーレンジャーシリーズの過去作品において度々登場している設定であり、マイティ・モーフィン・パワーレンジャーのゾードンによってその存在が確認され、「パワーレンジャー」が作られるきっかけとなったとされる。
モーフX
モーフィン・グリッドから採取されるエネルギー。
サイバーディメンション
エヴォックスとアバターたちが転送された異次元世界。
クリスタルディメンション
第1シーズン終盤に逃亡したスクローズルが新たな拠点を構えた、サイバーディメンションとは別の異次元世界。

## キャスト

### レギュラー・準レギュラー
- デヴォン・ダニエルズ / レッドレンジャー - ローリー・D・トラヴィス[13]
- ラヴィ・ショー / ブルーレンジャー - ジャスミート・バドゥワリア[13]
- ゾーイ・リーブス / イエローレンジャー - ジャクリーン・スシスロウスキー[13]
- ネイト・シルバ / ゴールドレンジャー - アブラハム・ロドリゲス
- スティール / シルバーレンジャーの声 - ジェイミー・リネハン
- クルーズの声 - ケルソン・ヘンダーソン
- スマッシュの声 - チャーリー・マクダーモット
- ジャックスの声 - エミット・スキルトン
- ショー司令官 - テイーラ・ブレイクリー
- バーク長官 - マーク・ライト
- ベティ・バーク - クリスティーナ・ホ
- ベン・バーク - コスメ・フローレス
- 技術者[14]-アンバー・ローズ・ヘンシャル
- アダム・ダニエルズ - ケビン・コープランド
- ミュリエル・リーブス - シア・トロッケンハイム
- エヴォックス/ヴェンジックスの声 - アンドリュー・ラング[15]
- ブレイズ・アバター / ロボ・ブレイズ / ブレイズ - コルビー・ストロング
- ロキシー・アバター / ロボ・ロキシー / ロキシー - リアナ・ラミレス
- スクローズルの声 - キャンベル・クーリー

### 主なゲスト
- ドクターK(S2:9・19) - オリビア・テネット
- キャプテン・チャク(S2:10<声のみ>・11) - ジャック・ブキャナン
- タイラー・ナヴァロ / ダイノチャージレッドレンジャー（声）(S2:12・13) - ブレナン・メヒア
- チェイス・ランドール / ダイノチャージブラックレンジャー（声）(S2:12・13) - ジェームズ・デビアス
- コーダ / ダイノチャージブルーレンジャーの声(S2:12・13) - ヨシ・スダルソ
- アイヴァン / ダイノチャージゴールドレンジャーの声(S2:12・13) - デヴィ・サントス
- ダイノチャージグリーンレンジャーの声(S2:12・13) - マイケル・テイバー※ノンクレジット[16]
- ダイノチャージピンクレンジャーの声(S2:12・13) - カミーユ・ハイド※ノンクレジット[16]
- キーパー(S2:12・13) - イヴ・ゴードン / 声 - リチャード・シンプソン
- ジェイソン・リー・スコット / MMPRレッドレンジャー(S2:13) - オースティン・セント・ジョン
- メイソン・トルーマン(S2:20) - ジェームズ・ゲイリン
- スティール人間体(S2:20) - サム・ゼリー

### スーツアクター
- レッドレンジャー（変身前のスタントも担当）[17][18]、MMPRブラックレンジャー[19]、スティール（スタント） - 新田匡章[20]
- ブルーレンジャー[21]、ダイノチャージブルーレンジャー[22]-門脇大輔[20]
- イエローレンジャー 、MMPRイエローレンジャー[23]-こしげなみへい[20]、
- イエローレンジャー[24] 、MMPRイエローレンジャー[23]、MMPRピンクレンジャー[25]- 永嶋美佐子[20]
- ゴールドレンジャー[18][26]、ダイノサンダーブルーレンジャー[27]、ダイノチャージブラックレンジャー[28][29]、ダイノチャージゴールドレンジャー[30] - 山下駿[20]
- ゴールドレンジャー[31]、ダイノチャージブルーレンジャー[22][31]、ダイノチャージゴールドレンジャー[31]、トロニック[32] - スコット・マーシュ
- シルバーレンジャー[26]、ダイノチャージブラックレンジャー[28]-渡辺 諒[20]
- シルバーレンジャー[18][33][26]、MMPRブラックレンジャー[19]、MMPRブルーレンジャー[34][35]、ダイノチャージブルーレンジャー[22][36][37]、モンスター-ブルース・稲葉[20]
- MMPRイエローレンジャー[23]-大石将史[20]
- ダイノサンダーレッドレンジャー[38]、ダイノサンダーブルーレンジャー[27]、Tレックススーパーチャージレッドレンジャー[39]、ダイノチャージブラックレンジャー[28]、ダイノチャージブルーレンジャー[37]-鈴木大樹[40]
- MMPRブルーレンジャー[34][35]、ダイノサンダーブルーレンジャー[27]、ダイノチャージブラックレンジャー[28]、スクローズル - 三村幸司[20]
- クルーズ[41]、キャプテン・チャク[41] - マヌ・レノー
- ダイノチャージブラックレンジャー[28]、スマッシュ[42][43] - ダーヌ・グラハム
- ダイノチャージゴールドレンジャー[44]-マット・ベネット
- スティール[45] - リード・マッゴーワン
- トロニック[32] - ロブ・マッケンジー、ベヴァン・ホダー
- トロニック、ベン（スタント）[46]- ジェイ・キーリー
- その他-ミユキ・野口[20]、アンドリュー・コットレ、マーク・トローター、ダニエル・アンドリュース、ウィリー・イン[47]、ブロント・コルッチェ[48]、トニー・マーシュ[48]、キャメロン・ブラウン[48]、ダネ・グラント[48]

## スタッフ
- 製作総指揮 - チップ・リン、ブライアン・カセンティーニ、ブライアン・ゴールドナー、ハイム・サバン、スティーヴン・デイヴィス
- 共同プロデューサー - メリッサ・フローレス、ベッカ・バーンズ（第2シーズン）、アルウィン・デール（第2シーズン）
- 音楽 - ノアム・カニエル、ユセフ・ゲズーム、キャッシュ・キャロウェイ
- ストーリーエディター - アルウィン・デール（第2シーズン第7話以降）
- リードライター - ベッカ・バーンズ、アルウィン・デール
- セカンドユニット監督  - Akihiro Yuji Noguchr、大西雅樹
- スタント・コーディネーター - マーク・ハリス
- 撮影監督 - ケビン・ライリー
- セカンドユニット撮影監督 - ショーン・マリーン、ブラッドリー・ウィレムス
- ADRスーパーバイザー - ジム・マクラーティ
- 編集 - アラーナ・バザード
- プロダクション・デザイナー - トレーシー・コリンズ
- 創造者 - ハイム・サバン、東映
- 原作 - 東映
- 制作 - パワーレンジャー・プロダクション、東映、オールスパーク・ピクチャーズ

## 放映リスト
| 話数        | サブタイトル            | 登場ロボトロン                                                     | 登場ギガドローン | 監督                        | 脚本 |
| ----------- | ----------------------- | ------------------------------------------------------------------ | --- | --------------------------- | --- |
| 第1シーズン |                         |                                                                    | |                             | |
| 1           | Beasts Unleashed        |                                                                    | | サイモン・ベネット 野口勇次 | チップ・リン |
| 2           | Evox's Revenge          | サイクロトロン（タイヤロイド） （声 - バリー・ダフィールド）       | サイクロドローン（タイヤゾード） （声 - バリー・ダフィールド）                                                      | サイモン・ベネット          | ジョニー・ハートマン（テレプレイ） ベッカ・バーンズ（原案およびテレプレイ） アルウィン・デール（原案およびテレプレイ）                                                  |
| 3           | End of the Road         | ニードルトロン（ニードロイド） （声 - ローアン・ベトジェマン）     | ニードルドローン（ニードルゾード） （声 - ローアン・ベトジェマン）                                                  | オリバー・ドライバー        | パトリック・リーゲル（テレプレイ） ベッカ・バーンズ（原案およびテレプレイ） アルウィン・デール（原案およびテレプレイ）                                                  |
| 4           | Digital Deception       | ショベルトロン（ショベルロイド） （声 - アンドレ・キング）         | ショベルドローン（ショベルゾード） （声 - アンドレ・キング）                                                        | オリバー・ドライバー        | デニース・ダウナー（テレプレイ） ベッカ・バーンズ（原案およびテレプレイ） アルウィン・デール（原案およびテレプレイ）                                                    |
| 5           | Taking Care of Business | スライストロン（カッターロイド） （声 - デビッド・ヴァン・ホーン） | スライサードローン（カッターゾード） （声 - デビッド・ヴァン・ホーン）                                              | オリバー・ドライバー        | アルウィン・デール ベッカ・バーンズ |
| 6           | Hangar Heist            | メルタトロン（スプレーロイド） （声 - アシュトン・ブラウン）       | スライサードローン （声 - デビッド・ヴァン・ホーン） メルタドローン（スプレーゾード） （声 - アシュトン・ブラウン） | リック・ペリッツェリ        | アルウィン・デール ベッカ・バーンズ |
| 7           | A Friend Indeed         | レールトロン（デンシャロイド） （声 - ジェレミー・バーチャル）     | レールドローン（デンシャゾード） （声 - ジェレミー・バーチャル）                                                    | オリバー・ドライバー        | チップ・リン |
| 8           | The Cybergate Opens     | バキュロイド（ソウジキロイド） （声 - コスメ・フローレス）         | バキュドローン（ソウジキゾード） （声 - コスメ・フローレス）                                                        | リック・ペリッツェリ        | アルウィン・デール ベッカ・バーンズ |
| 9           | Silver Sacrifice        | アンテナトロン（パラボラロイド） （声 - コスメ・フローレス）       | アンテナドローン（パラボラゾード）                                                                                  | リック・ペリッツェリ        | アルウィン・デール ベッカ・バーンズ |
| 10          | Thrills And Drills      | ドリルトロン（ドリルロイド） （声 - ダニエル・ワッターソン）       | ドリルドローン（ドリルゾード）                                                                                      | オリバー・ドライバー        | アルウィン・デール ベッカ・バーンズ |
| 11          | Tools of the Betrayed   | ツールトロン（スパナロイド） （声 - ダレン・ヤング）               | ツールドローン（スパナゾード）                                                                                      | オリバー・ドライバー        | ジョニー・ハートマン（テレプレイ） ベッカ・バーンズ（原案およびテレプレイ） アルウィン・デール（原案およびテレプレイ）                                                  |
| 12          | Real Steel              | クローントロン（コピーロイド） （声 - ハミッシュ・マクレガー）     | クローンドローン（コピーゾード）                                                                                    | リック・ペリッツェリ        | チップ・リン |
| 13          | Tuba Triumph            | ツバトロン（チューバロイド） （声 - ジョセフ・ワイコフ）           | ツバドロン（チューバゾード）                                                                                        | リック・ペリッツェリ        | ジョニー・ハートマン（テレプレイ） ベッカ・バーンズ（原案およびテレプレイ） アルウィン・デール（原案およびテレプレイ）                                                  |
| SP1         | Hypnotic Halloween      | スパイクトロン（フォークロイド） （声 - フェリックス・ベクロフト） | スパイクドローン（フォークゾード）                                                                                  | オリバー・ドライバー        | ジェームズ・コリンズ（テレプレイ） キャメロン・ディクソン（テレプレイ） ベッカ・バーンズ（原案） アルウィン・デール（原案） マイヤ ・トンプソン（原案およびテレプレイ） |
| 14          | Sound and Fury          | ツバトロン2.0（フォークロイド2） （声 - フェリックス・ベクロフト） | ツバドロン2.0（チューバゾード2）                                                                                    | リック・ペリッツェリ        | アルウィン・デール ベッカ・バーンズ |
| 15          | Seeing Red              | バーナートロン（ロウソクロイド） （声 - キャメロン・ロードス）     | バーナードローン（ロウソクゾード）                                                                                  | オリバー・ドライバー        | アルウィン・デール ベッカ・バーンズ |
| 16          | Gorilla Art             |                                                                    | | オリバー・ドライバー        | ジョニー・ハートマン（テレプレイ） ベッカ・バーンズ（原案およびテレプレイ） アルウィン・デール（原案およびテレプレイ）                                                  |
| 17          | Ranger Reveal           |                                                                    | | オリバー・ドライバー        | デニース・ダウナー（テレプレイ） ベッカ・バーンズ（原案およびテレプレイ） アルウィン・デール（原案およびテレプレイ）                                                    |
| 18          | Rewriting History       |                                                                    | | サイモン・ベネット          | ジョニー・ハートマン（テレプレイ） ベッカ・バーンズ（原案） アルウィン・デール（原案）                                                                                  |
| 19          | Target: Tower           |                                                                    | | サイモン・ベネット          | ジョニー・ハートマン（テレプレイ） ベッカ・バーンズ（原案およびテレプレイ） アルウィン・デール（原案およびテレプレイ）                                                  |
| 20          | Evox: Upgraded          |                                                                    | | サイモン・ベネット          | ジョニー・ハートマン（テレプレイ） ベッカ・バーンズ（原案およびテレプレイ） アルウィン・デール（原案およびテレプレイ）                                                  |
| SP2         | Scrozzle's Revenge      |                                                                    | | オリバー・ドライバー        | マイヤ ・トンプソン（テレプレイ） ジェームズ・コリンズ（テレプレイ） キャメロン・ディクソン（テレプレイ） ベッカ・バーンズ（原案） アルウィン・デール（原案）           |
| 第2シーズン |                         |                                                                    | |                             | |
| 21          | Believe It or Not       |                                                                    | | オリバー・ドライバー        | アルウィン・デール ベッカ・バーンズ |
| 22          | Save Our Shores         |                                                                    | | サイモン・ベネット          | アルウィン・デール ベッカ・バーンズ |
| 23          | Game On!                |                                                                    | | オリバー・ドライバー        | ジョニー・ハートマン（テレプレイ） ベッカ・バーンズ（原案） アルウィン・デール（原案）                                                                                  |
| 24          | Artist Anonymous        |                                                                    | | サイモン・ベネット          | アルウィン・デール ベッカ・バーンズ ジョニー・ハートマン |
| 25          | Cruisin' for a Bruisin  |                                                                    | | サイモン・ベネット          | デニース・ダウナー（テレプレイ） ベッカ・バーンズ（原案） アルウィン・デール（原案）                                                                                    |
| 26          | The Blame Game          |                                                                    | | オリバー・ドライバー        | ジョニー・ハートマン（テレプレイ） ベッカ・バーンズ（原案） アルウィン・デール（原案）                                                                                  |
| 27          | Beast King Rampage      |                                                                    | | オリバー・ドライバー        | トム・ファーニス（テレプレイ） ベッカ・バーンズ（原案） アルウィン・デール（原案）                                                                                      |
| SP3         | Boxed In                |                                                                    | | オリバー・ドライバー        | キャメロン・ディクソン（テレプレイ） マイヤ ・トンプソン（テレプレイ） ジェームズ・コリンズ（テレプレイ） ベッカ・バーンズ（原案） アルウィン・デール（原案）           |
| 28          | Secret Struggle         |                                                                    | | オリバー・ドライバー        | ジョニー・ハートマン（テレプレイ） ベッカ・バーンズ（原案） アルウィン・デール（原案）                                                                                  |
| 29          | The Evox Snare          |                                                                    | | サイモン・ベネット          | ベッカ・バーンズ（原案） アルウィン・デール（原案） チップ・リン（原案およびテレプレイ）                                                                                |
| 30          | Intruder Alert!         |                                                                    | | サイモン・ベネット          | ジョニー・ハートマン（テレプレイ） ベッカ・バーンズ（原案） アルウィン・デール（原案）                                                                                  |
| 31          | The Greater Good        |                                                                    | | サイモン・ベネット          | ジョニー・ハートマン（テレプレイ） ベッカ・バーンズ（原案） アルウィン・デール（原案）                                                                                  |
| 32          | Finders Keepers         |                                                                    | | オリバー・ドライバー        | デニース・ダウナー（テレプレイ） ベッカ・バーンズ（原案およびテレプレイ） アルウィン・デール（原案およびテレプレイ）                                                    |
| SP4         | Making Bad              |                                                                    | | サイモン・ベネット          | マイヤ ・トンプソン（テレプレイ） ジェームズ・コリンズ（テレプレイ） キャメロン・ディクソン（テレプレイ） ベッカ・バーンズ（原案） アルウィン・デール（原案）           |
| 33          | Grid Connection         |                                                                    | | オリバー・ドライバー        | <ベッカ・バーンズ（テレプレイ） アルウィン・デール（テレプレイ） チップ・リン（原案およびテレプレイ）                                                                   |
| 34          | Golden Opportunity      |                                                                    | | オリバー・ドライバー        | <ベッカ・バーンズ（テレプレイ） アルウィン・デール（テレプレイ） ジョニー・ハートマン（原案）                                                                           |
| 35          | Goin’ Ape               |                                                                    | | オリバー・ドライバー        | ジョニー・ハートマン（テレプレイ） ベッカ・バーンズ（原案） アルウィン・デール（原案）                                                                                  |
| 36          | The Silva Switch        |                                                                    | | オリバー・ドライバー        | アルウィン・デール ベッカ・バーンズ |
| 37          | Fossil Frenzy           |                                                                    | | オリバー・ドライバー        | アルウィン・デール ベッカ・バーンズ |
| 38          | Crunch Time             |                                                                    | | サイモン・ベネット          | ベッカ・バーンズ（テレプレイ） アルウィン・デール（テレプレイ） ジョニー・ハートマン（原案）                                                                            |
| 39          | Source Code             |                                                                    | | サイモン・ベネット          | ベッカ・バーンズ（テレプレイ） アルウィン・デール（テレプレイ） ジョニー・ハートマン（原案）                                                                            |
| 40          | Evox Unleashed          |                                                                    | | サイモン・ベネット          | ベッカ・バーンズ（テレプレイ） アルウィン・デール（テレプレイ） ジョニー・ハートマン（原案）                                                                            |

## 備考
- 2010年のMMPRの玩具展開以降使われてきたパワーレンジャーシリーズロゴマークを一新して、新たなロゴマークを用いる初めてのシーズンとなる。
- 2017年 - 2018年の『パワーレンジャー・ニンジャスティール』 / 『スーパーニンジャスティール』のベースとなった『手裏剣戦隊ニンニンジャー』が日本で放映されたのは2015年、ビーストモーファーズの原案となったゴーバスターズが放映されたのは2012年と前年度に放映した作品よりも古いスーパー戦隊シリーズを元に撮影される初めてのシーズンとなる。
- 本作品はMMPR～ジャングルフューリー、サムライ（スーパーサムライ）～メガフォース（スーパーメガフォース）、ニンジャスティール（スーパーニンジャスティール）と地続きの世界観という設定であり、劇中の登場人物の口から、過去作の敵であるリタ・レパルサ、スレッジ、ガルバナックスの名前が語られている。